# رودنی (استان بلگورود)
رودنی (انگلیسی: Rudny, Belgorod Oblast) یک شهرک در بخش نوووسکولسکی استان بلگورود کشور روسیه است.